# Egipatsko geografsko društvo
Egipatsko geografsko društvo (ar. الجمعية الجغرافية المصرية‎; franc. Société de géographie d'Egypte) osnovano je ukazom kedive Ismaila Paše 19. svibnja 1875. Prvi predsjednik društva bio je njemački botaničar, putnik i etnolog Georg August Schweinfurth. Izvorno osnovano kao Kedivijino društvo za geografiju, naziv je mijenjan nekoliko puta kako bi reflektirao promjenu političkog statusa Egipta. Trenutni naziv stekao je nakon Egipatske revolucije iz 1952.

## Vanjske poveznice
- Službene web stranice